# Klimmen (Limburg)

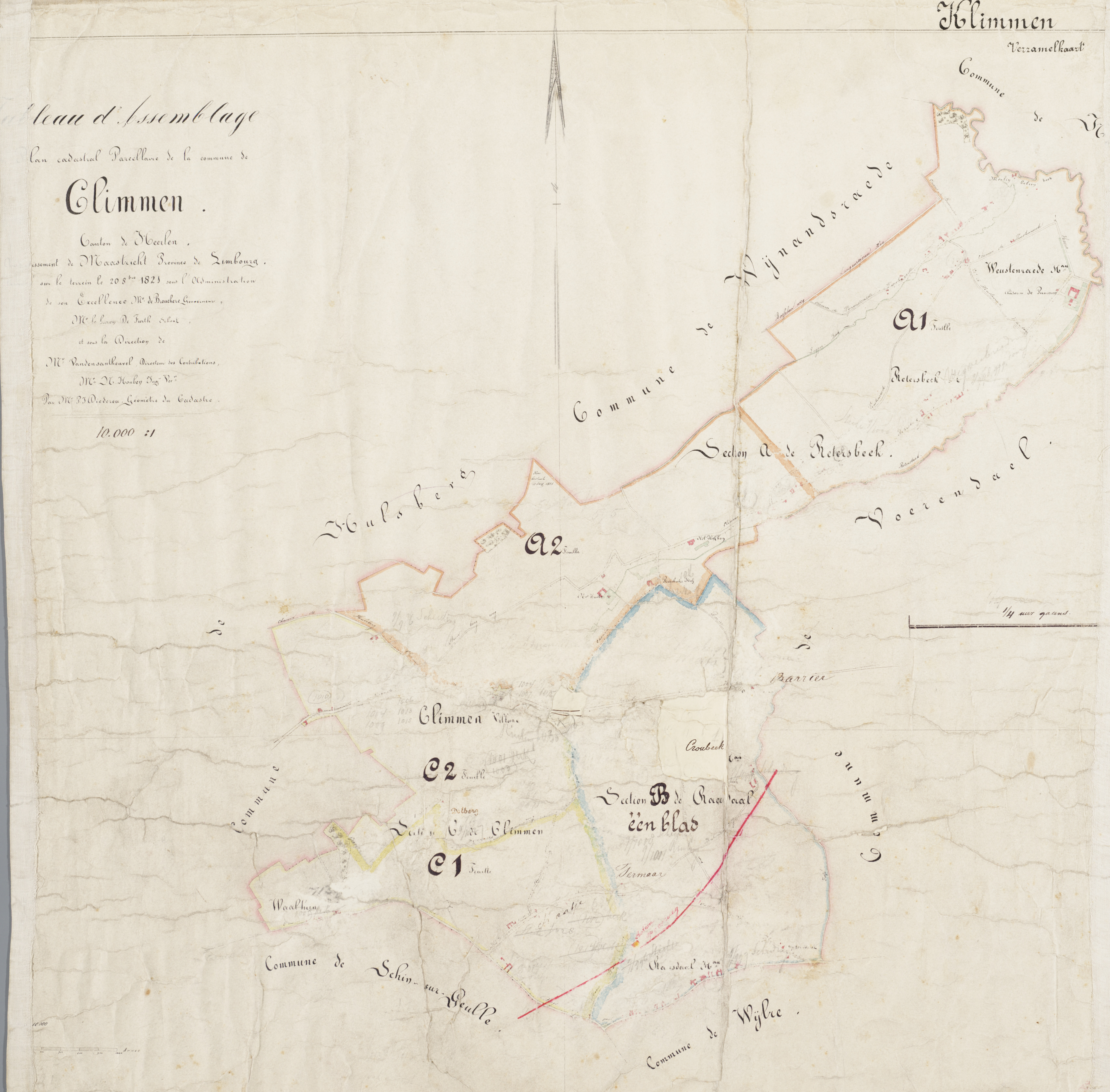
Een kadasterkaart van de gemeente Klimmen met veel schade.

Klimmen (Limburgs: Klumme) is een dorp in Zuid-Limburg (Nederland) en was tot 1982 een zelfstandige gemeente welke is opgegaan in de huidige gemeente Voerendaal. In 2023 had het dorp circa 3.110 inwoners (bron: CBS), inclusief bijbehorende buurtschappen en gehuchten.

## Naam
De naam klinkt wellicht opvallend en is ook daadwerkelijk afgeleid van het werkwoord 'klimmen', omdat de woonplaats via diverse toegangswegen (waaronder de oude hoofdweg Valkenburg – Heerlen) te bereiken is door een heuvel te beklimmen. Zowel overdag als bij duisternis is de plaats door de hoge ligging en de 's avonds verlichte Remigiuskerk vanuit de hele streek te herkennen.

## Geschiedenis
Klimmen ontstond in de vroege middeleeuwen en werd voor het eerst schriftelijk vermeld in 968. Er werd een kerk gebouwd en ook een dries werd aangelegd. In 1750 begon men met de aanleg van de weg van Valkenburg naar Heerlen, welke direct ten noorden van het dorp kwam te lopen: De Barrierweg. In de 2e helft van de 20e eeuw volgde uitbreiding aan de westzijde van het dorp.

## Buurtschappen
Tot de plaats Klimmen behoren ook de buurtschappen Barrier, Overheek en een gedeelte van Heek. Andere nabijgelegen gehuchten die administratief onder Klimmen vallen zijn Craubeek, Retersbeek, Termaar en Weustenrade. De meeste hiervan zijn rondom het dorp als linten langs de wegen gegroeid. Het dorp zelf is wel geconcentreerd bebouwd, de kerk is aan de rand van het dorp gelegen en vormt vanuit Heerlen de hoofdentree.

## Bezienswaardigheden
- De Sint-Remigiuskerk stamt uit de 11e eeuw, de toren uit de 14e eeuw. Het huidige romaanse karakter van de kerk is voor het grootste deel het resultaat van de restauratie die Pierre Cuypers en zijn zoon Jos Cuypers van 1904 tot 1906 uitvoerden.
- Het Heilig Hartbeeld van 1928.
- Het kerkhof met twee mergelstenen hekpijlers (18e eeuw) en diverse grafkruisen waarvan de oudste uit de 16e eeuw stammen.
- Het voormalig raadhuis, aan Klimmenderstraat 65, is van 1870.
- Woonhuis Vrijthof 10, van 1707.
- Boerderij Dorpshof, aan Vrijthof 4-5, gesloten hoeve van 1721, met gezwenkte gevels.

Andere monumenten bevinden zich in de buurtschap Craubeek.
Zie ook
- Lijst van rijksmonumenten in Klimmen

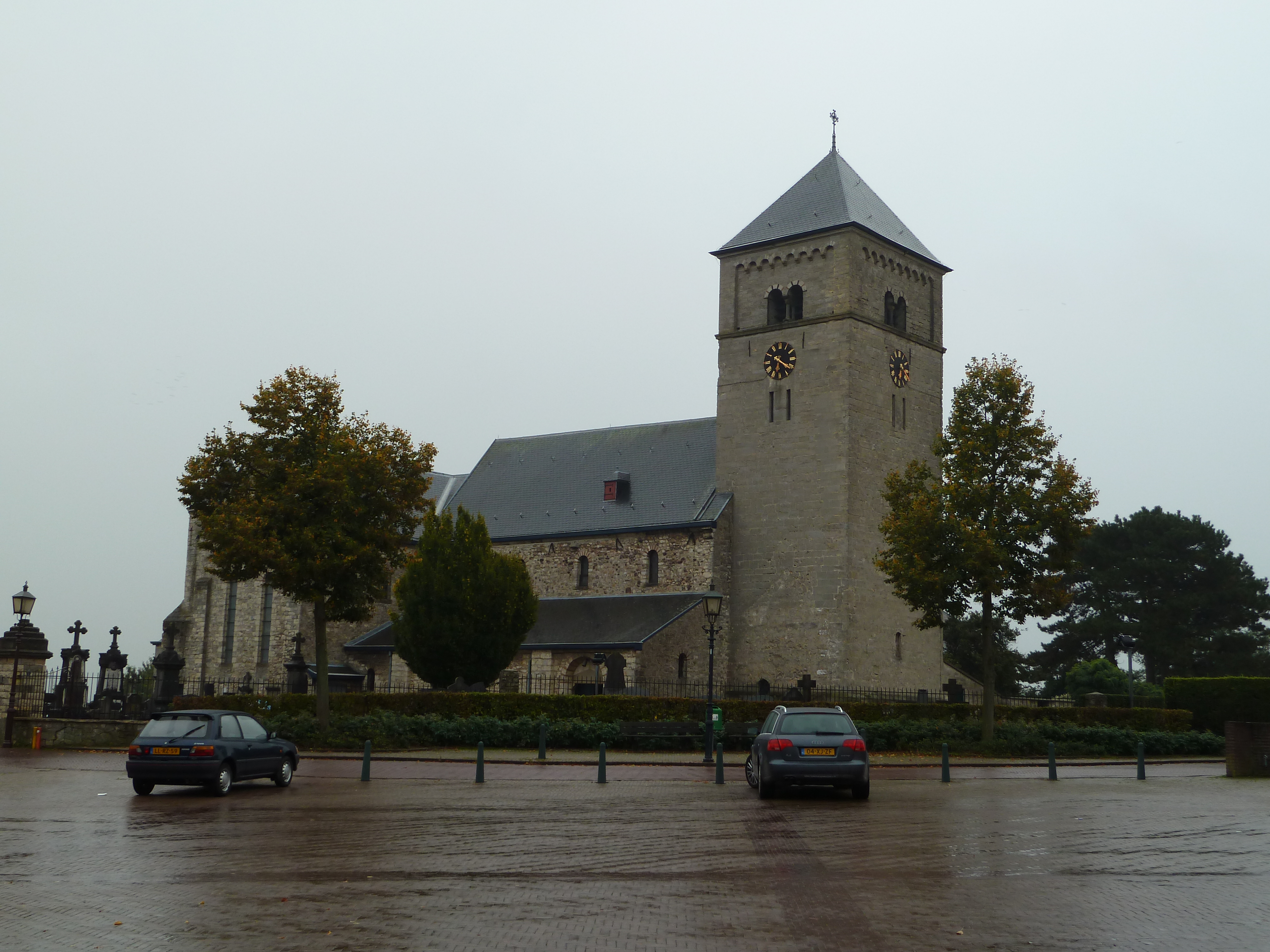
De kerk
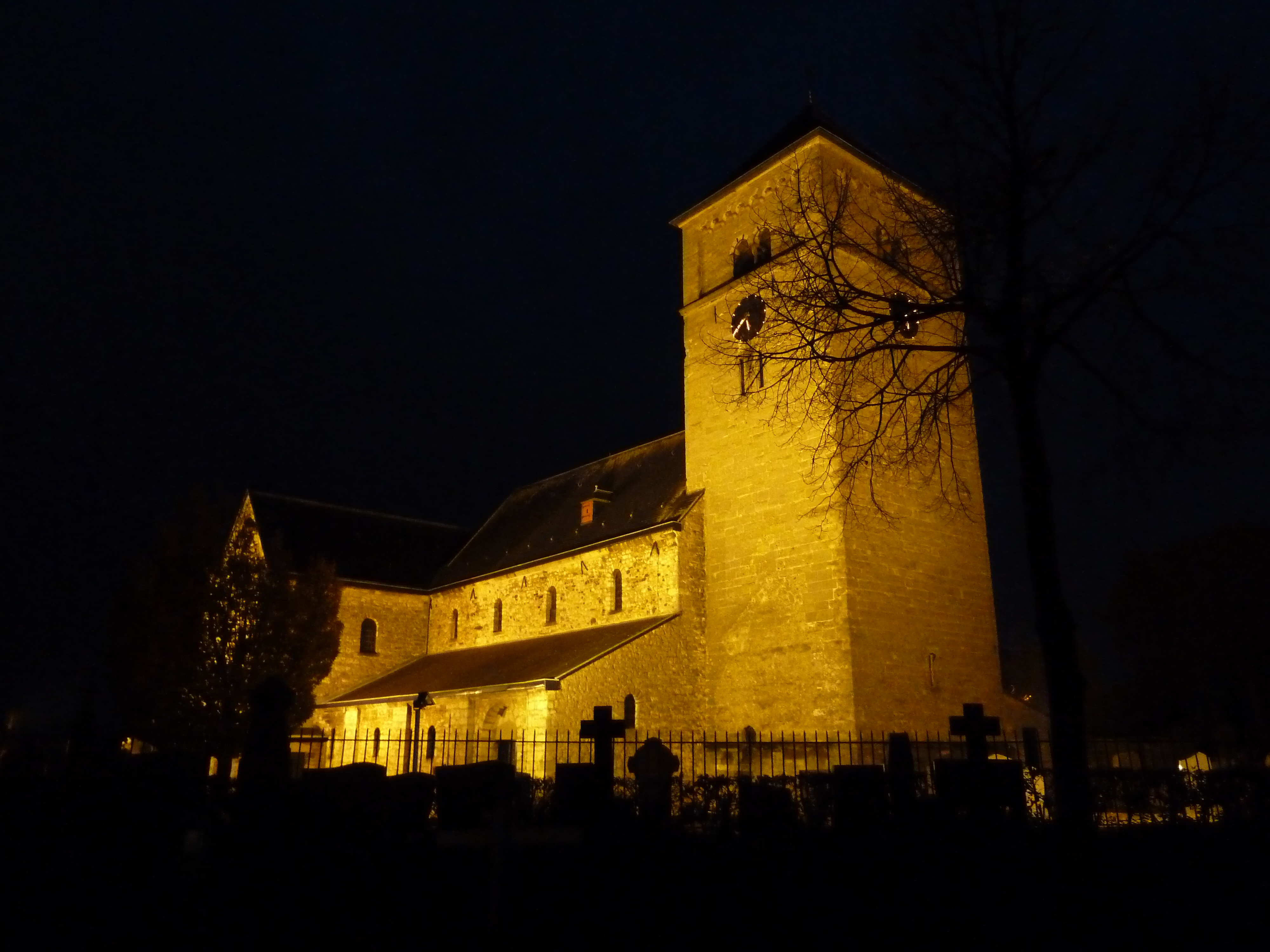
De kerk bij nacht
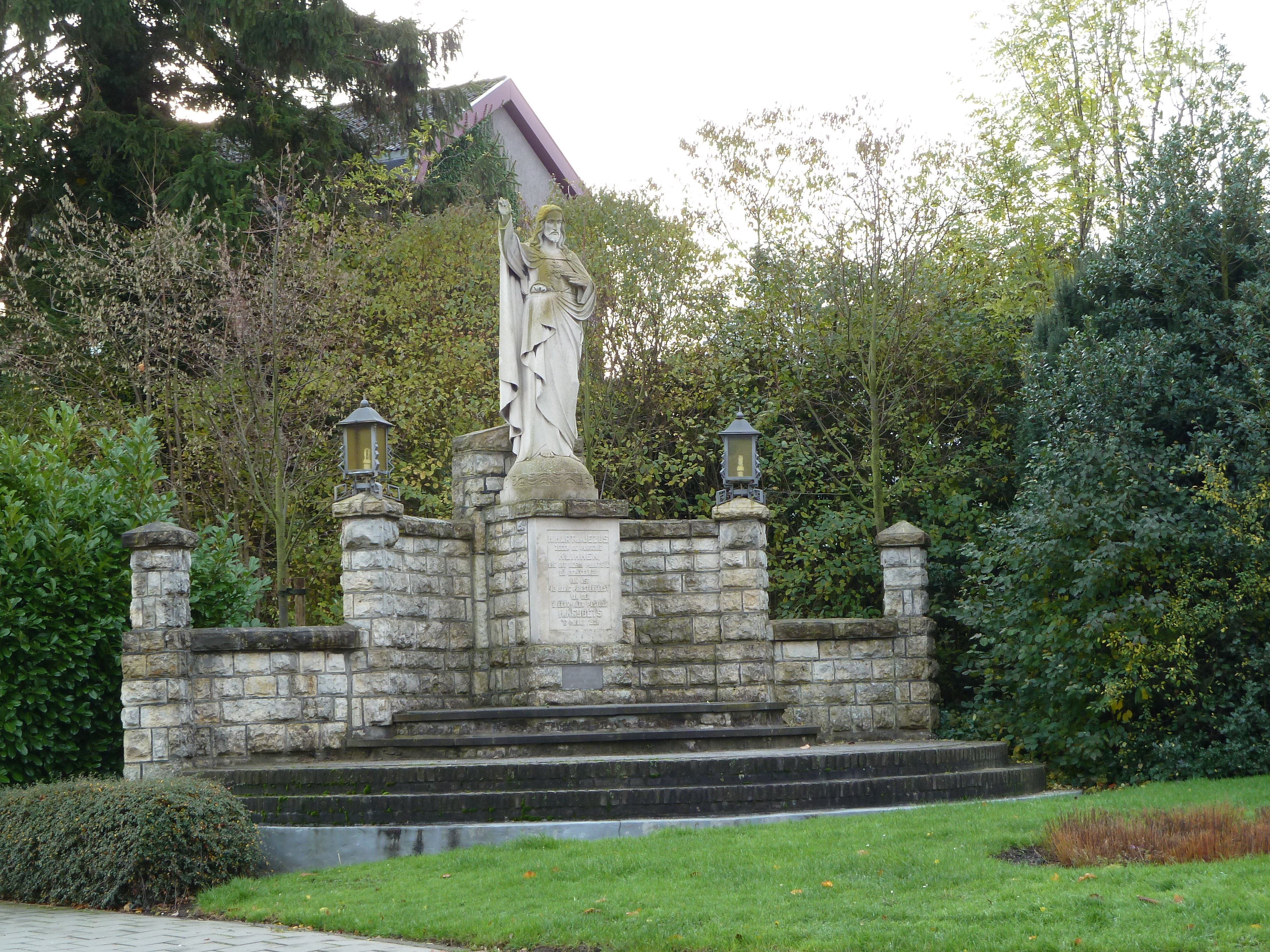
Heilig Hartbeeld
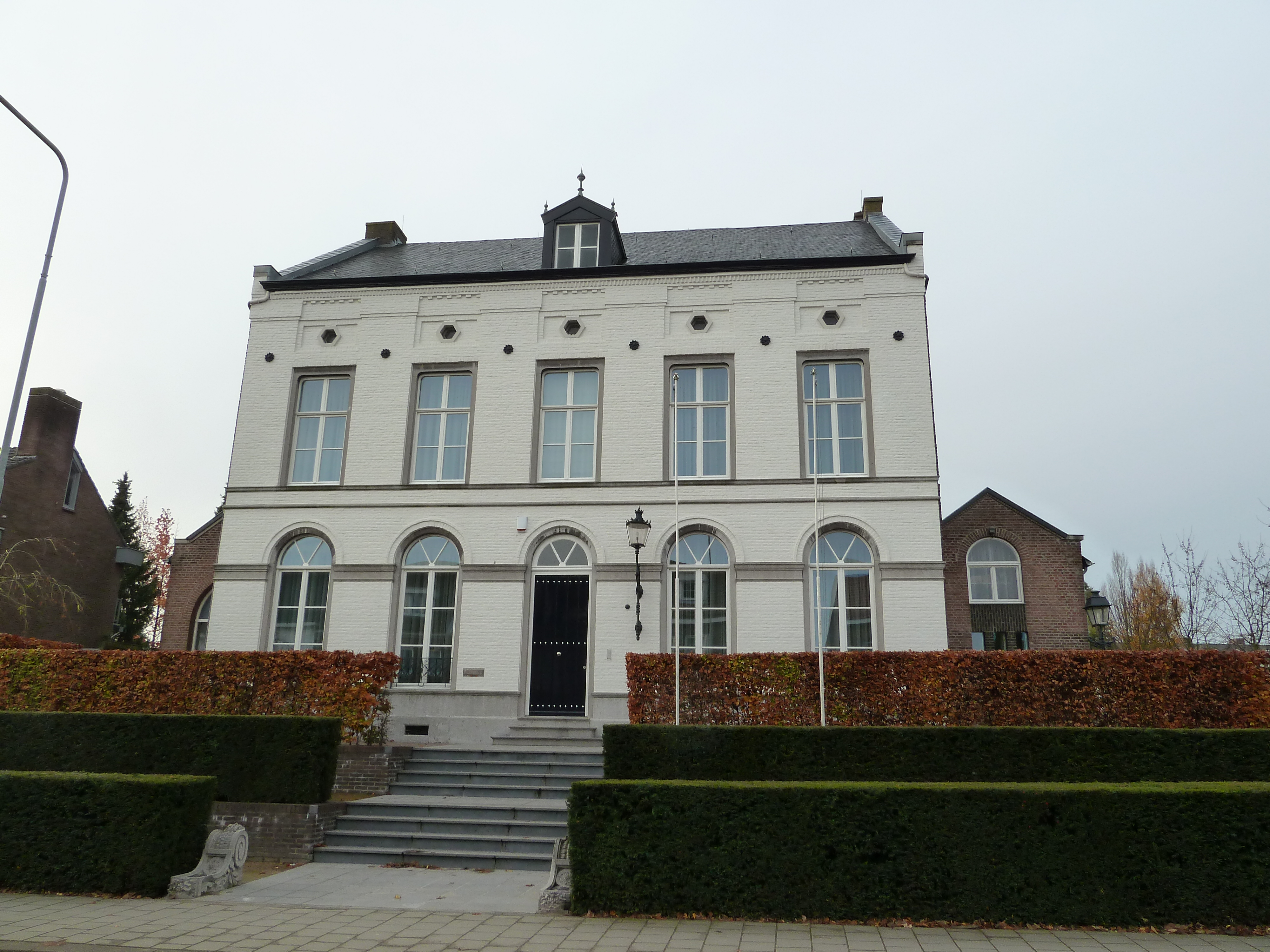
Voormalig raadhuis
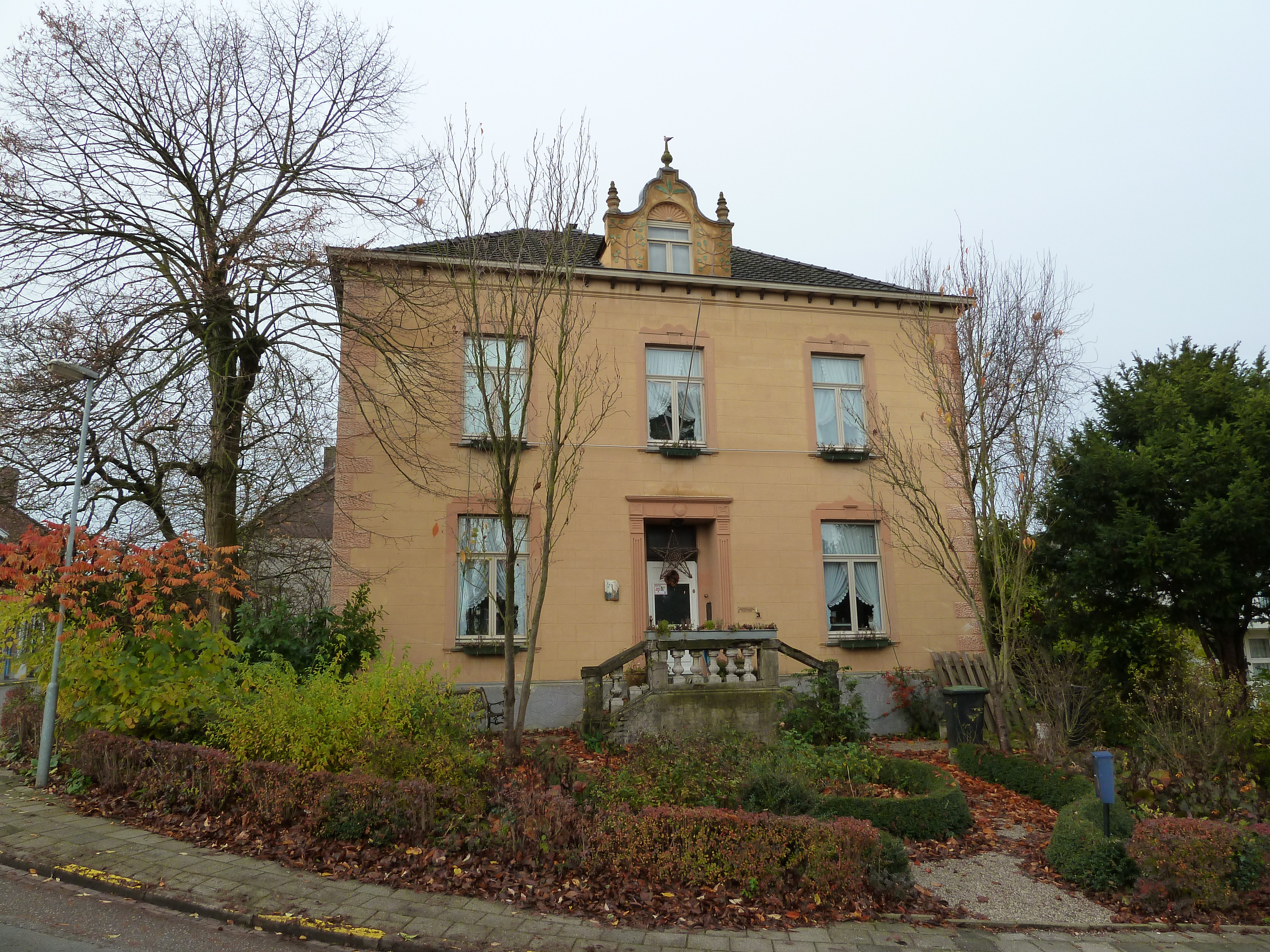
Pand Vrijthof 1, van omstreeks 1900
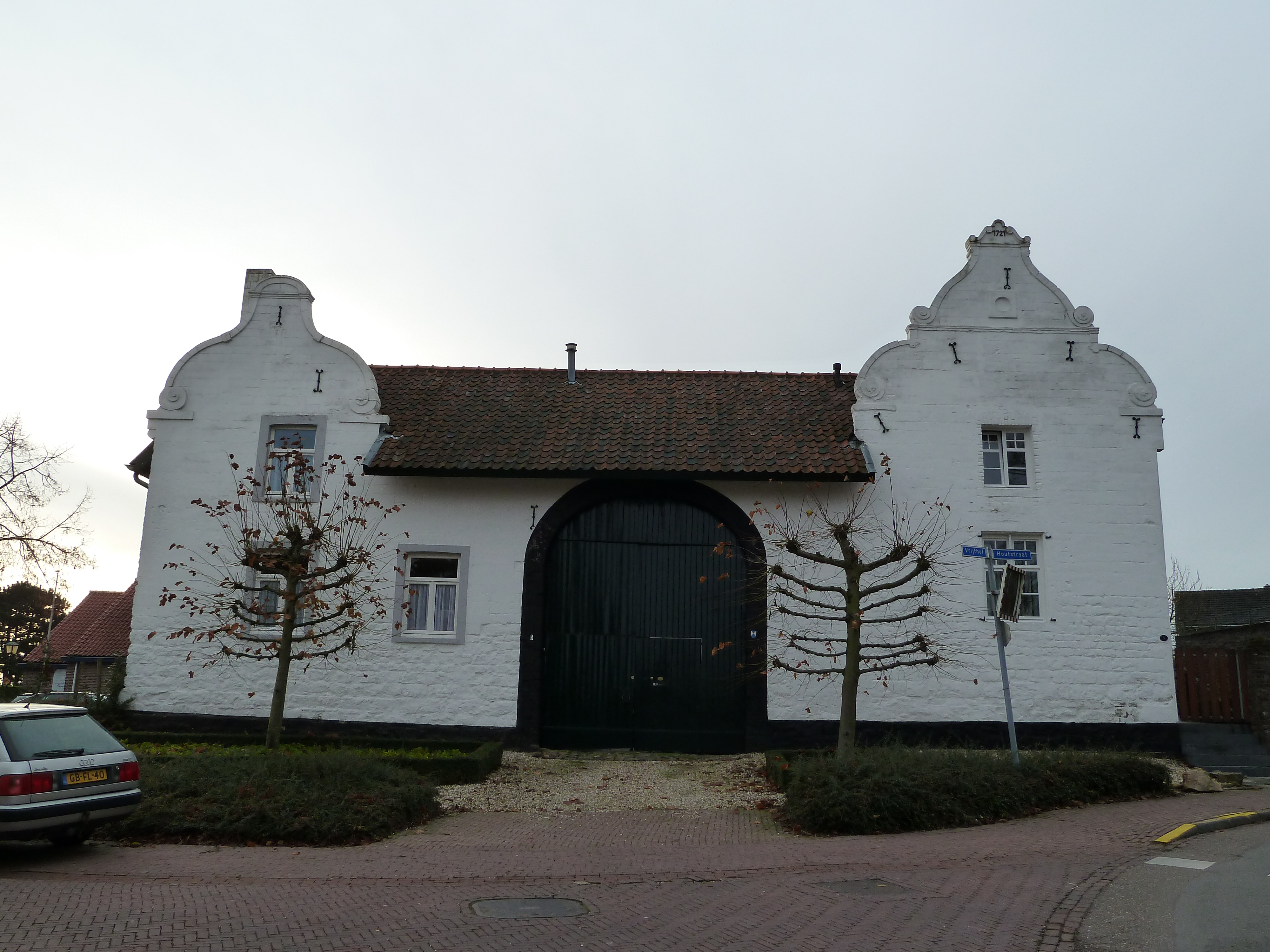
Dorpshof, aan Vrijthof 4-5

## Natuur en landschap
Klimmen ligt op de rand van het Centraal Plateau op een hoogte van ongeveer 130 meter. Naar het noordoosten toe is er een steile afdaling naar het Bekken van Heerlen. Hier ontspringen ook de Retersbeek en de Luiperbeek, die beide in noordoostelijke richting naar de Geleenbeek stromen.
Het plateau wordt vooral gebruikt voor de landbouw.
Door Klimmen lopen de beide varianten van de Mergellandroute en doen hier de beklimming bij het bungalowpark "Hellebeuk". De wandelroute Klimmenderwijs gaat door Klimmen en zijn buurtschappen.

## Geboren
- Albert Delahaye (1915-1987), archivist. Begraven in Klimmen.

## Nabijgelegen kernen
Hulsberg, Ransdaal, Voerendaal, Kunrade, Heerlen (Nieuw Lotbroek)